# حلقه ناجابجایی
در ریاضیات، به طور خاص در جبر مجرد و نظریه حلقه ها، یک حلقه ناجابجایی حلقه ای است که ضرب آن جابجاپذیر نباشد؛ یعنی، وجود داشته باشد a و b در Rبه طوری که a·b ≠ b·a . بسیاری از مؤلفان از عبارت حلقه ناجابجایی برای ارجاع به حلقه هایی استفاده می کنند که لزوماً جابجاپذیر نباشند، با تعریف اخیر، حلقه های جابجایی هم جزوی از تعریف آن ها خواهد بود. جبر ناجابجایی به مطالعه ی نتایجی می پردازد که لزوماً جابجاپذیر نباشند. بسیاری از نتایج مهم در زمینه ی جبر ناجابجایی را در حلقه های جابجاپذیر هم می توان به عنوان یک حالت خاص به کار برد. 
گرچه که برخی از مؤلفان وجود عنصر همانی ضربی را در حلقه ها ضروری در نظر نمی‌گیرند، در این مقاله ما وجود این عناصر را فرض می کنیم، مگر خلاف آن بیان شود.